# Iosif Niepran
Iosif Daniiłowicz Niepran, ros. Иосиф Даниилович Непран (ur. 1901 lub 1907 w Woroszyłowgradzie, zm. 27 sierpnia 1944 w Raczkowej) – radziecki oficer.

## Życiorys
Urodził się w 1901 lub w 1907. Brał udział w II wojnie światowej w szeregach Armii Czerwonej. W stopniu majora sprawował funkcję odpowiedzialnego sekretarza komisji partyjnej w szeregach 137 Samodzielnej Brygady Strzeleckiej. Wraz z frontem wschodnim dotarł na tereny polskie. Poległ w walkach z Niemcami 27 sierpnia 1944 w Raczkowej.
Został pochowany w mogile nr 38 na terenie kwatery żołnierzy Armii Czerwonej na Cmentarzu Centralnym w Sanoku.
Jego żoną była Natalja.